# كيفن سميث (سياسي)
كيفن سميث (بالإنجليزية: Kevin Smith)‏ هو سياسي نيوزلندي، ولد في 21 نوفمبر 1953، وتوفي في 16 أغسطس 2005.